# Fort Totten (Metro de Washington)
Fort Totten es una estación subterránea en las líneas Amarilla, línea Roja y Verde del Metro de Washington, administrada por la Autoridad de Tránsito del Área Metropolitana de Washington. La estación se encuentra localizada en el centro de Fort Totten Park en la Calle Galloway en el Noreste de Washington D. C..

## Historia
La línea Amarilla empezó a operar el 31 de diciembre de 2006. El 22 de junio de 2009, dos trenes que iban en sentido sur en la línea Roja, colisionaron entre las estaciones Takoma y Fort Totten, muriendo 9 e hiriendo a otras 80 personas, convirtiéndolo en el peor accidente del sistema del Metro de Washington.

## Conexiones
- Metrobus